# Trichoplusia sestertia
Trichoplusia sestertia är en fjärilsart som beskrevs av Felder 1874. Trichoplusia sestertia ingår i släktet Trichoplusia och familjen nattflyn. Inga underarter finns listade i Catalogue of Life.